# تاريخ الجزيرة الصقلية
تاريخ جزيرة صقلية هو تاريخ قصير مجهول من العصور الوسطى يغطي السنوات 827-965. وهو أقدم تاريخ صقلي أصلي عن إمارة صقلية الإسلامية، وقد كتب من منظور مسيحي صقلي من القرن العاشر أو الحادي عشر. وقد نجت في نسختين: نسخة يونانية في مخطوطتين ونسخة عربية في واحدة. لسنوات، كان النص العربي فقط المعروف وهو محفوظ في مكتبة جامعة كامبريدج ولكن في عام 1890 اكتُشف النص اليوناني، وهي محفوظة الآن في مكتبة الفاتيكان والمكتبة الوطنية الفرنسية (ورمزها Codex Parisinus Graecus 920). وقد تُرجم إلى الإنجليزية، والإيطالية والفرنسية، ويُعرف في اللغات الأوروبية بعنوان سجلات كامبردج (بالإنجليزية: Chronicle of Cambridge).

## إصدارات
- في المكتبة العربية، الطبعة الثانية المنقحة، يو. ريزيتانو، أ. بوروسو، م. كاسارينو وأ. دي سيموني (المحررون)، مجلدان وملحق، باليرمو 1982. المجلد. 1، ص. 277–93.
- في المكتبة العربية، الطبعة الثانية المنقحة، م. عماري و يو. ريزيتانو (المحرران)، مجلدان، باليرمو 1987-1988. المجلد 1، ص. 190–203.